# Apegalosa
L'apegalós, apegalosa, amor de l'hortolà, o rèvola (Galium aparine) és una planta amb flors de la família de les rubiàcies.

## Etimologia
Aquesta planta rep els següents noms comuns:
- Apegalosa, apegalós, amor d'hortolà, rèvola, rèbora i herba de gallina.[3]

## Ecologia

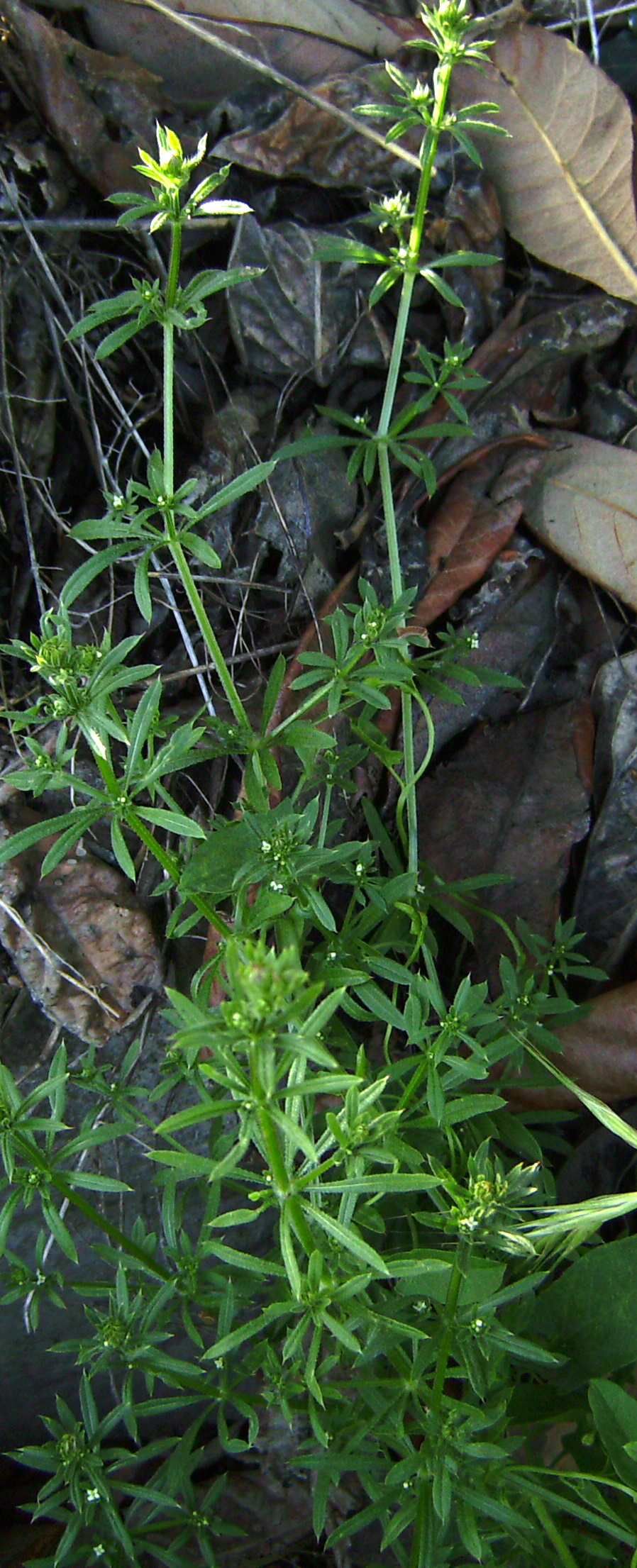
Planta sencera a Castelltallat

És una herba anual, nadiua d'Europa i de l'Amèrica del Nord.
Les seves fulles són un dels aliments preferits de les erugues del bufaforats.